# Dasypoda longigena
Dasypoda longigena là một loài ong trong họ Melittidae. Loài này được Schletterer miêu tả khoa học đầu tiên năm 1890.